# Andrena zhelokhovtzevi
Andrena zhelokhovtzevi är en biart som beskrevs av Osytshnjuk 1993. Andrena zhelokhovtzevi ingår i släktet sandbin, och familjen grävbin. Inga underarter finns listade i Catalogue of Life.